# Liannet Borrego
Liannet Borrego Jiménez.(La Habana, Cuba; 28 de enero de 1988) una actriz, modelo y bailarina cubana.

## Biografía
Sus padres Antonio y Marta se dieron cuenta de que Liannet tenía don especial. Por eso a los 5 años empezó a ingresar clases de ballet, flamenco, modelaje y actuación.Su talento y empeño le permitió ingresar a muy corta edad en las mejores escuelas de artes escénicas de Cuba.
En 2000, su familia decidió emigrar a Miami, Florida que se convirtió en su nuevo hogar. Sus padres continuaron formándola artísticamente por lo que empezaron a buscar escuelas de teatro, modelaje y danza. A los 12 años, se inscribió en la escuela de ballet de Martha Mahr donde se ganó una beca.
También ganó numerosos concursos de belleza como Miss Teen Cuban American, Best Face Miss Teen Cuban American. Al mismo tiempo, estudió en la Escuela Secundaria Miami Springs.Fue capitana de un importante equipo de baile coreográfico Equipo de chicas de oro. Posteriormente, se graduó con excelentes calificaciones pero decidió continuar con su gran pasión y sueño cuyo es actuar.
Está felizmente casada con Diego Vegue Castell desde el año 2017. Tienen dos hijas en común. Su hija mayor Vera (nació el 29 de mayo de 2018) es decir, tiene seis años y su otra hija Lara (nació el 21 de diciembre de 2020) es decir, tiene cuatro años.

## Carrera
Ha trabajado en productoras como Venevisión, Telemundo y Nickelodeon. Inició su carrera de actuación en Soñar no cuesta nada (2005), Mi vida eres tú (2006), Acorralada (2006), Mi querido profe, Isla Paraíso, Amor comprado (las tres últimas fueron en 2007). 
Su incursión en mercado anglosajón llegó en el mes de febrero con la película de Bollywood Dostana, Species Of The Universe. (Cortometraje), La escena maduros.(Cortometraje), La venganza de risa es. (Cine de terror). El rol en estos proyectos se llevó a cabo en 2008. 
Pero su fama la debe a su personaje de Milady Margarita de El fantasma de Elena, una joven y bellísima sirvienta de mansión de millonarios que se enamora de Michel que se trata de un joven de familia adinerada. 
También ha participado en Mi corazón insiste en Lola Volcán como Verónica, mejor amiga de Débora. Participó en Grachi como Cussy Canosa, secretaria del Escolarium. 
En marzo de 2008, modeló para el diseñador Andrew Christian, trabajó con MJ Con Sean Kingston. (Video Music), Nelly, Arcángel. (Video Music). Aparecen en muchos programas de entretenimiento como invitado en estaciones de televisión de habla española en Estados Unidos.

## Filmografía

### Telenovelas
| Año         | Telenovela                         | Personaje              |                 |
| 2005        | Soñar no cuesta nada               | Marlene.               | Venevisión.     |
| 2006        | Mi vida eres tú.                   | Pilar Reyes.           |                 |
| 2006        | Acorralada.                        | Nancy.                 | Cisneros Media. |
| 2007        | Mi querido profe                   | Maritza.               |                 |
| 2007        | Isla Paraíso.                      | Heidi.                 | Venevisión.     |
| 2007        | Amor comprado.                     | Verónica.              |                 |
| 2009        | Pecadora.                          | Reina.                 |                 |
| 2010        | El fantasma de Elena.              | Milady Margarita Moya. |                 |
| 2011        | Grachi.                            | Cussy Canosa.          |                 |
| 2011        | Mi corazón insiste en Lola Volcán. | Verónica Alcázar.      |                 |
| 2011        | Estilos robados                    | Isabella Reyes.        |                 |
| 2011 - 2012 | Una maid en Manhattan.             | Silvia.                | Telemundo.      |
| 2012        | Secreteando.                       | Sofía.                 |                 |
| 2013        | Pasión prohibida.                  | Katia.                 | Telemundo.      |

### Películas
| Año  | Película                                |
| ---- | --------------------------------------- |
| 2008 | Dostana.(De Bollywood).                 |
| 2008 | Species Of The Universe.(Cortometraje). |
| 2008 | The Ripe Scene.(Cortometraje).          |
| 2008 | La venganza de risa es.                 |
| 2008 | La escena maduros.                      |
| 2014 | Human Revolution.(Cortometraje).        |
| 2018 | Dragged Across Concrete.                |

## Premios y reconocimientos
- El Concurso hija más bella (2002).
- Dancing Contest Sábado Gigante (2002).
- Miss Teen Cubano-Americana (2003).
- Mejor Rostro Miss Teen Cubano-Americana (2003).
- Concurso de Belleza Sábado gigante (2003).
- Miss Hispanidad (Princesa de 2005).